# Жаврівська сільська рада
Жа́врівська сільська́ ра́да — орган місцевого самоврядування в Гощанському районі Рівненської області. Адміністративний центр — село Жаврів.

## Загальні відомості
- Жаврівська сільська рада утворена в 1940 році.
- Територія ради: 25,659 км²
- Населення ради: 735 осіб (станом на 2001 рік)

## Населені пункти
Сільській раді підпорядковані населені пункти:
- с. Жаврів
- с. Глибочок

## Склад ради
Рада складається з 12 депутатів та голови.
- Голова ради: Кравчук Марія Євгенівна
- Секретар ради: Парфенюк Раїса Павлівна

### Керівний склад попередніх скликань
| ПІБ                     | Основні відомості                                            | Дата обрання | Дата звільнення |
| ----------------------- | ------------------------------------------------------------ | ------------ | --------------- |
| Кравчук Марія Євгенівна | Сільський голова, 1959 року народження, освіта, безпартійний | 26.03.2006   | 31.10.2010      |
| Кравчук Марія Євгенівна | Сільський голова, 1959 року народження, позапартійна         | 31.10.2010   |                 |

Примітка: таблиця складена за даними сайту Верховної Ради України

## Населення
Згідно з переписом УРСР 1989 року чисельність наявного населення сільської ради становила 766 осіб, з яких 343 чоловіки та 423 жінки.
За переписом населення України 2001 року в сільській раді мешкало 726 осіб.

### Мова
Розподіл населення за рідною мовою за даними перепису 2001 року:
| Мова       | Відсоток |
| ---------- | -------- |
| українська | 99,86 %  |
| білоруська | 0,14 %   |